# Кардонийская петля
«Кардонийская петля» — роман российского фантаста Вадима Панова, написанный в жанре стимпанк. Входит в цикл «Герметикон».

## Сюжет
Гражданская война на Кардонии продолжается, Павел Гатов и алхимик Мерса пропали. Ушер выигрывает войну и без внешней помощи, но Приота готовит серию контрударов. а в тени всех событий находятся Везунчик, глава галанитской резидентуры на Кардонии и адиген Помпилио, который хочет раскрыть тайну гибели своей возлюбленной и наказать виновных. При этом на роль заказчика преступления подходят трое: бывший консул Приоты — Махим, резидент галанитов Везунчик и консул Ушера — Дагомаро. А на острие событий Кира — дочь Дагомаро, прекрасный военный пилот и очаровательная женщина.

## Создание
Первое упоминание о четвертой книге цикла появилось в январе 2013 года. Изначально планировалось, что «Кардонийская рулетка» станет последней книгой в цикле.
При создании иллюстраций в книге использовался образ поклонницы Герметикона, победительницы конкурса на лучший костюм в стиле стимпанк, проводившийс на тематическом вечере «SteamPunk Party v.4.0»

## Критика
Книга была принята критиками тепло, но с многочисленными оговорками: так, в минусы книге ставили несамостоятельность в цикле и очень слабую для Вадима Панова проработку второстепенных персонажей. В 2014 году книга взяла премию «Большая филигрань».